# Peter Kozissnik
Peter Kozissnik (* 31. Juli 1990) ist ein österreichischer Fußballspieler.

## Karriere
Kozissnik begann seine Karriere beim SV Eibiswald. 2004 wechselte er zum LUV Graz. 2006 kam er in die Akademie des SK Sturm Graz, in der er bis zur Winterpause der Saison 2008/09 spielte. In jener wechselte er zum viertklassigen SV Gleinstätten. Mit Gleinstätten stieg er 2010 in die Regionalliga auf. Sein Debüt in der Regionalliga gab er im August 2010, als er am ersten Spieltag der Saison 2010/11 gegen den FC Blau-Weiß Linz in der Startelf stand. Sein erstes Tor in der dritthöchsten Spielklasse erzielte er im Oktober 2010 bei einem 3:1-Sieg gegen die Union St. Florian.
Zur Saison 2011/12 wechselte Kozissnik zum Zweitligisten TSV Hartberg. Sein Debüt in der zweiten Liga gab er im Juli 2011, als er am ersten Spieltag jener Saison gegen Blau-Weiß Linz in der 38. Minute für Michael Kölbl ins Spiel gebracht wurde. In seiner ersten Saison bei Hartberg kam er zu 16 Zweitligaeinsätzen, in denen er ohne Treffer blieb. Sein erstes Tor für Hartberg erzielte er im Oktober 2012 bei einer 2:1-Niederlage gegen den FC Lustenau 07.
Nachdem er bis zur Winterpause in der Saison 2013/14 zu keinem Einsatz für Hartberg gekommen war, wechselte er im Jänner 2014 zum fünftklassigen FC Lankowitz. Mit Lankowitz stieg er 2015 in die Landesliga auf. Nach der Insolvenz des Vereins und der daraus resultierenden Einstellung des Spielbetriebs wechselte Kozissnik im Jänner 2016 zum USV St. Anna, für den er zwölf Spiele in der Landesliga absolvierte.
Zur Saison 2016/17 wechselte er zum Ligakonkurrenten USV Mettersdorf. In seinen zwei Saisonen bei Mettersdorf absolvierte er 59 Spiele in der Landesliga. Zur Saison 2018/19 wechselte er zum Regionalligisten Grazer AK. Mit dem GAK stieg er zu Saisonende in die 2. Liga auf. Nach drei Spielzeiten beim GAK kehrte er zur Saison 2021/22 nach Mettersdorf zurück. Bei Mettersdorf verbrachte er zwei Spielzeiten und wechselte im Sommer 2023 zum TUS St. Veit am Vogau in die sechstklassige Unterliga West und bereits in der Winterpause 2023/24 weiter zum Regionalligisten SC Weiz.